# Іфа Гайндс
Іфа Жозе Патаро-Гайндс (англ. Aoife Josee Patarot-Hinds, 1991) — акторка кіно, телебачення та театру, відома за ролями в мінісеріалах BBC Three та Hulu Нормальні люди (2020), серіалі ITV Довгий дзвінок (2021) та фільмі Повсталий з пекла (2022).

## Раннє життя
Патаро-Гайндс народилася в південному Лондоні в родині північноірландського актора Кіарана Гайндса та французько-в'єтнамської акторки Елен Патаро. Брала уроки гри на скрипці та фортепіано щовихідних у Гілдголській школі музики та театру. У 10 років переїхала до Парижа. У 2013 році закінчила Лондонську школу економіки («LSE») зі ступенем бакалавра міжнародних відносин. У 2016 році закінчила Королівський валлійський коледж музики і драми, здобувши ступінь магістра акторської майстерності. Також навчалася у Вищій національній консерваторії драматичного мистецтва («CNSAD») у 2017 році.

## Кар'єра
У 2018 році Патаро-Гайндс дебютувала в повнометражному кіно у фільмі Пасажир, а також дебютувала на телебаченні у французькому мінісеріалі Immortality та з гостьовою появою в епізоді адаптації Ночеліт на телеканалі SyFy. Наступного року вона зіграла Еллі в серіалі ITV "Обман" і Лайлу в науково-фантастичному серіалі Подача, а також здобула популярність завдяки запрошеній ролі Мей Чанг в епізоді ситкому Дівчата з Деррі на каналі Channel 4. Виконала головну роль у виставі i will still be whole (when you rip me in half) (укр. я все ще буду цілою (коли ти розірвеш мене навпіл)) в театрі Бункер.
У 2020 році Патаро-Гайндс виконала епізодичну роль Гелен Брофі, університетської подруги Коннела (Пол Мескаль), в адаптації мінісеріалу Нормальні люди Саллі Руні на BBC Three і Hulu. Вона також з'явилася у фільмі Чоловік у капелюсі. У 2021 році зобразила принцесу Марію Тюдор у серіалі Анна Болейн від каналу Channel 5 і була в основному складі кримінальної драми ITV Довгий дзвінок у ролі Габі Чедвелл.
У 2022 році Патаро-Гайндс знялася в одинадцятій частині франшизи жахів Повсталий з пекла, яка вийшла на каналі Hulu. Вона була в оригінальному складі п'єси Патріоти в театрі Алмейда і дебютує на Вест-Енді, коли постановку перенесуть до театру Ноеля Коварда. Вона також представила телевізійний документальний фільм під назвою Бронте: Ірландська історія.
У найближчих планах Патаро-Гайндс — ролі у фільмах Ватяний хвіст і Совок, а також у серіалі HBO Max Дюна: Сестринство.

## Акторство

### Фільми
| Рік  |   | Українська назва   | Оригінальна назва  | Роль      |
| ---- | - | ------------------ | ------------------ | --------- |
| 2018 | ф | Пасажир            | The Commuter       | Джині     |
| 2020 | ф | Чоловік у капелюсі | The Man in the Hat | Ґараґіста |
| 2022 | ф | Повсталий з пекла  | Hellraiser         | Нора      |
| 2023 | ф | Ватяний хвіст      | Cottontail         | Мері      |
| 2024 | ф | Совок              | Scoop              | Ребека    |
| 2024 | ф | Час жити           | We Live in Time    | Скай      |

### Серіали
| Рік  |   | Українська назва         | Оригінальна назва          | Роль                     |
| ---- | - | ------------------------ | -------------------------- | ------------------------ |
| 2018 | с | Безсмертя                | Immortality                | Тіша                     |
| 2018 | с | Ночеліт                  | Nightflyers                | Сильві                   |
| 2019 | с | Шахрайство               | Cheat                      | Еллі                     |
| 2019 | с | Дівчата з Деррі          | Derry Girls                | Мей Чанґ                 |
| 2019 | с | Стрічка                  | The Feed                   | Лайла                    |
| 2020 | с | Нормальні люди           | Normal People              | Гелен Брофі              |
| 2021 | с | Зірковий натхненник      | Celebrity Mastermind       | в ролі себе – переможиця |
| 2021 | с | Анна Болейн              | Anne Boleyn                | Принцеса Мері            |
| 2021 | с | Довгий дзвінок           | The Long Call              | Ґебі Чедвелл             |
| 2022 | с | Бронте: Ірландська казка | The Brontës: An Irish Tale | в ролі себе – ведуча     |
| 2024 | с | Дюна: Сестринство        | Dune: The Sisterhood       | сестра Емелін            |

### Театр
- 2014 — Pacamambo (укр. Пакамамбо) — Ла Лун / Ла Морт — Festival d'Avignon
- 2016 — En Folkefiende (укр. Ворог народу) — Петра — Edinburgh Fringe Festival
- 2019 — i will still be whole (when you rip me in half) (укр. я все ще буду цілим (коли ти розірвеш мене навпіл)) — І-Джей — Бункер[en], Лондон
- 2022–2023 — Patriots[en] (укр. Патріоти) — Різні — Almeida Theatre[en] / Noël Coward Theatre[en], Лондон